# Construccions de pedra seca XI (el Vilosell)
Construccions de pedra seca XI és una obra del Vilosell (Garrigues) inclosa a l'Inventari del Patrimoni Arquitectònic de Catalunya.

## Descripció
És una cabana de pedra seca orientada cap al sud-est, feta de carreus sense treballar a excepció de la llinda i els muntants formats per grans lloses de pedra ben escairades. Té una planta allargada amb contraforts als laterals; és de majors dimensions que les altres de la comarca. Té dues entrades, una a cada costat curt. A l'interior hi ha una menjadora per animals, un altell fet amb canyís, un lloc a terra per fer foc i un armari adossat a la paret. Degut al mal estat s'hi han posat plaques d'uralita suportades per maons a les cobertes.